# Jüdischer Friedhof (Landstuhl)
Der jüdische Friedhof Landstuhl ist ein Friedhof in der Stadt Landstuhl im Landkreis Kaiserslautern in Rheinland-Pfalz. Er steht als Kulturdenkmal unter Denkmalschutz.
Der jüdische Friedhof liegt am südöstlichen Ortsrand im östlichen Teil des kommunalen Friedhofs südlich der Kaiserstraße (= L 395) bei Nr. 98. Er ist durch eine Mauer abgetrennt.
Auf dem 390 Quadratmeter großen Friedhof, der im Jahr 1896 angelegt und in den folgenden Jahren belegt wurde, befinden sich 46 Grabsteine, meist aus Granit. Sie datieren in die Jahre zwischen 1896 und 1940. Vorher waren die Toten der jüdischen Gemeinde Landstuhl auf dem jüdischen Friedhof Herschberg beigesetzt worden.